# Ненашкино (Спас-Клепиковское городское поселение)
Ненашкино — деревня в Клепиковском районе Рязанской области. Входит в состав Спас-Клепиковского городского поселения.

## География
Находится в северной части Рязанской области у северо-западной границы районного центра города Спас-Клепики.

## История
На карте 1850 года показана как Ненашкина. В 1859 году здесь (тогда деревня Рязанского уезда Рязанской губернии) было учтено 20 дворов, в 1897— 26.

## Население
Численность населения: 137 человек (1859 год), 174 (1897), 19 в 2002 году (русские 100 %), 29 в 2010.